# ان‌پی‌او نوویتور
ان‌پی‌او نوویتور (روسی: Опытное конструкторское бюро «Новатор» им. Люльева Л. В.) شرکت صنایع جنگ‌افزاری روس است، که در سال ۱۹۴۷ تأسیس شد.